# Acordo Sykes-Picot
O Acordo Sykes-Picot de 16 de maio de 1916 foi um ajuste secreto entre os governos do Reino Unido e da França que definiu as suas respectivas esferas de influência no Oriente Médio, considerando-se a hipótese de derrota do Império Otomano na Primeira Guerra Mundial. O acordo estabeleceu limites que ainda permanecem na maior parte da fronteira comum entre a Síria e o Iraque.

## Detalhes
O Acordo estabeleceu a partição antecipada do espólio do Império Otomano no Oriente Médio, dois anos antes do fim da Primeira Guerra Mundial. Tal divisão deveria contemplar os interesses estratégicos das grandes potências imperialistas na região - notadamente, com referência ao petróleo e ao Canal de Suez. Com o fim da Primeira Guerra o mapa do Oriente Médio foi efetivamente redesenhado, com base no acordo Sykes-Picot. A divisão arbitrária dos antigos territórios otomanos, segundo "linhas traçadas na areia", tem sido, desde então, fonte de instabilidade e conflitos na região. O acordo foi negociado em novembro de 1915 pelo diplomata francês François Georges-Picot e pelo britânico Mark Sykes.
O Reino Unido recebeu o controle dos territórios correspondentes, grosso modo, à Jordânia e ao Iraque, bem como uma pequena área em torno de Haifa. A França ganhou o controle do sudeste da Turquia, da Síria, do Líbano e do norte do Iraque. As duas potências ficaram livres para definir as fronteiras dentro daquelas áreas.
A Palestina seria colocada sob administração internacional, aguardando consultas com a Rússia e outras potências.
O Acordo é visto por muitos como conflitante com a Correspondência Hussein-McMahon de 1915-1916. Enquanto a correspondência refletia a necessidade de conseguir o apoio árabe à Tríplice Entente, o Acordo Sykes-Picot, juntamente com a Declaração de Balfour de 1917, procurava recrutar o apoio dos judeus americanos para o esforço de trazer os EUA para a guerra ao lado da Entente.
O ajuste foi posteriormente ampliado para incluir a Itália e a Rússia. A primeira receberia algumas ilhas do Egeu e uma esfera de influência em torno de Esmirna, no sudoeste da Anatólia, enquanto que a segunda ficaria com a Armênia e partes do Curdistão. A presença italiana na Anatólia e a divisão dos territórios árabes foram em seguida formalizadas pelo Tratado de Sèvres, de 1920.
A Revolução Russa de 1917 invalidou as reivindicações da Rússia sobre o Império Otomano. Lênin tornou pública uma cópia do Acordo Sykes-Picot (até então secreto), bem como outros tratados, o que causou constrangimento entre os aliados e crescente desconfiança entre os árabes.
Os principais termos do acordo foram confirmados pela Conferência interaliada de San Remo, realizada entre 19 e 26 de abril de 1920, e pelo Conselho da Sociedade das Nações, em 24 de julho de 1922, estabelecendo os mandatos britânico e francês correspondentes às áreas definidas em 1916 pelo Acordo Sykes-Picot.

## Rescaldo
O acordo é visto por muitos como um ponto de inflexão nas relações entre os árabes e o Ocidente, já que contrariava as promessas feitas aos árabes através de T. E. Lawrence, no sentido de criar-se uma nação em território sírio em troca de apoio aos esforços de guerra britânicos contra o Império Otomano. Contraria ainda a Correspondência Huceine-McMahon, um acordo diplomático em que os britânicos concordavam em reconhecer a independência árabe após a Primeira Guerra Mundial.